# (73444) 2002 NR12
(73444) 2002 NR12 – planetoida z pasa głównego asteroid okrążająca Słońce w ciągu 5,57 lat w średniej odległości 3,14 j.a. Odkryta 4 lipca 2002 roku.